# Mohammad Ahsan
Mohammad Ahsan (ur. 7 września 1987 w Palembangu) – indonezyjski badmintonista, trzykrotny mistrz świata, złoty medalista igrzysk azjatyckich i igrzysk Azji Południowo-Wschodniej, srebrny medalista mistrzostw Azji, brązowy medalista uniwersjady, uczestnik letnich igrzysk olimpijskich w Londynie i Rio de Janeiro.

## Występy na igrzyskach olimpijskich
| Runda                 | Partner               | Przeciwnik                    | Wynik                 | Osiągnięcie           |                       |
| Gra podwójna mężczyzn | Gra podwójna mężczyzn | Gra podwójna mężczyzn         | Gra podwójna mężczyzn | Gra podwójna mężczyzn | Gra podwójna mężczyzn |
| --------------------- | --------------------- | ----------------------------- | --------------------- | --------------------- | --------------------- |
| Faza grupowa          | Bona Septano          | Bodin Isara Maneepong Jongjit | 11–21, 16–21          | Ćwierćfinał           |                       |
| Faza grupowa          | Bona Septano          | Ko Sung-hyun Yoo Yeon-seong   | 24–22, 21–12          | Ćwierćfinał           |                       |
| Faza grupowa          | Bona Septano          | Adam Cwalina Michał Łogosz    | walkower              | Ćwierćfinał           |                       |
| Ćwierćfinał           | Bona Septano          | Jung Jae-sung Lee Yong-dae    | 12–21, 16–21          | Ćwierćfinał           |                       |

| Runda                 | Partner               | Przeciwnik                     | Wynik                 | Osiągnięcie           |                       |
| Gra podwójna mężczyzn | Gra podwójna mężczyzn | Gra podwójna mężczyzn          | Gra podwójna mężczyzn | Gra podwójna mężczyzn | Gra podwójna mężczyzn |
| --------------------- | --------------------- | ------------------------------ | --------------------- | --------------------- | --------------------- |
| Faza grupowa          | Hendra Setiawan       | Manu Attri B. Sumeeth Reddy    | 21–18, 21–13          | Faza grupowa          |                       |
| Faza grupowa          | Hendra Setiawan       | Hiroyuki Endo Kenichi Hayakawa | 17–21, 21–16, 14–21   | Faza grupowa          |                       |
| Faza grupowa          | Hendra Setiawan       | Chai Biao Hong Wei             | 15–21, 17–21          | Faza grupowa          |                       |